# Tyrone Ellis
Tyrone Gerard Ellis jr. (Dallas, 5 ottobre 1977) è un ex cestista e allenatore di pallacanestro statunitense naturalizzato georgiano.

## Carriera
Vanta un passato in Italia nella Eldo Napoli.
Ceduto dai Minnesota Timberwolves, fu acquistato da Napoli dopo il taglio di Tierre Brown, a stagione iniziata. Alla fine della stagione ha ottenuto comunque cifre discrete con una media di 10,3 punti per partita in campionato e 9 nei play-off.
Ha fatto inoltre parte della Nazionale maschile di pallacanestro della Georgia.

## Palmarès
- Campionato tedesco: 1

Skyliners Francoforte: 2003-04